# Дебиров, Элах-Мулла

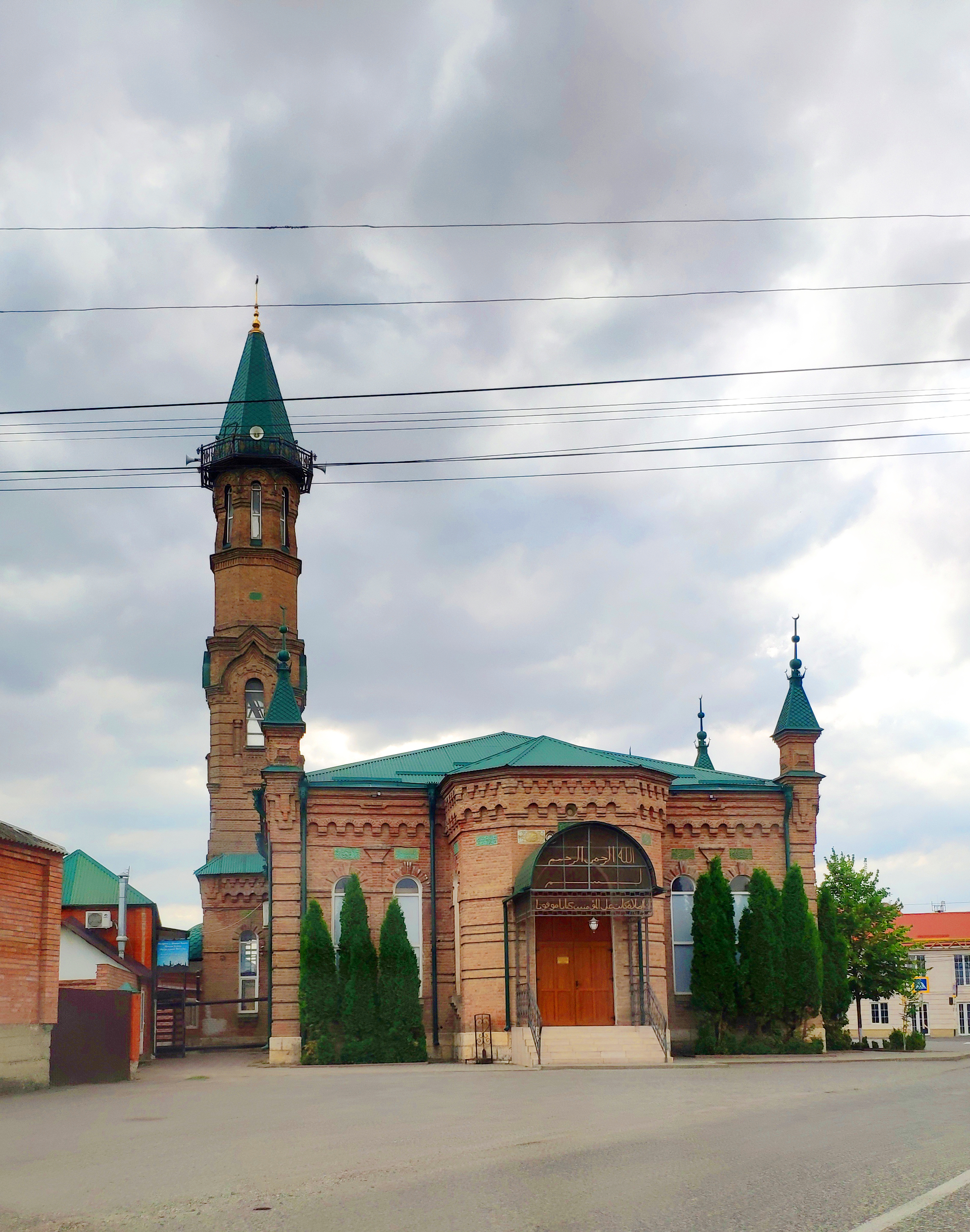
Мечеть им. Элих-Муллы в с. Новые Атаги

Элах-Мулла Дебиров (Алихан, 1836—1885) — чеченский шейх тариката накшбандия; в 1871—1884 годах занимал должность кадия аула Новые Атаги. Происходит из тайпа (рода) Энгеной.

## Биография
Элах-Мулла родился в 1836 году в селении Пседах, в семье Дебира — выходца из Нашхоя. Позднее их семья переехала из Пседаха в Чанти-Юрт (по другим данным — родился в Чанти-Юрте).
Не позднее 1850-х годов, заметив в сыне пристрастие к исламу, отец привёл Элих-Муллу в Энгенойское медресе, где его духовным наставником стал Абу-Шейх из села Ташкичу.
После окончания учёбы, убедившись, что его ученик утвердился в религиозных знаниях и готов проповедовать ислам, Абу-Шейх объявил Элих-Муллу своим преемником.
В 1871 году был избран кадием селения Новые Атаги. На этой должности он оставался 13 лет.
Являлся председателем суда (Махкамат) Грозненского округа, заместителем у него был Абдул-Азиз Шаптукаев.
В 1884 году был арестован, а затем приговорён к высылке из Российской империи за деятельность, которую правительство расценило как антироссийскую.
Вспоминая слова Элих-Муллы, услышанные им во время нахождения с ним в тюрьме, другой религиозный деятель — Мутуш из Кень-Юрта писал: 

«Люди думают, что меня выслала власть. Но это неправда. Для меня есть только одна власть — Всевышний Аллах. Только Он один может сотворить и умерщвлять, в Его руках все мы»
Спустя год Элах-Мулла скончался на пароходе, перевозившим высылаемых, после чего его тело бросили в Чёрное море. 

## Память
- В селении Чанти-Юрт в 1885 г. построен зиярт в честь Элах-Муллы[3], памятник истории регионального значения.
- В селении Новые Атаги названа соборная мечеть именем Элах-Муллы Дебирова[2].
- В селе Пседах его именем названо медресе.